# Reimer Bull

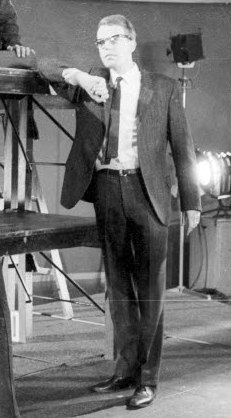
Reimer Bull im NDR-Fernsehstudio Kiel (1966)

Reimer Bull (* 16. Dezember 1933 in Marne; † 5. September 2012 in Langwedel (Holstein)) war ein deutscher Pädagoge und niederdeutscher Autor.

## Leben
Reimer Bull studierte Germanistik und arbeitete dann im Schuldienst. 1969 wurde er in Kiel promoviert und wurde dort später Professor für Deutsch und Niederdeutsch an der Christian-Albrechts-Universität. Von 1977 bis 1998 war er Vorsitzender der Klaus-Groth-Gesellschaft.
1987 übertrug er sechs Geschichten von Siegfried Lenz ins Plattdeutsche, 1988 erschien sein erstes Buch Övern’n Weg lopen – Geschichten ut de Lüttstatt. Außerdem war er Autor und Sprecher der NDR-Sendereihe Hör mal ’n beten to. Von ihm liegen mehrere Bücher und Hörbücher mit eigenen Geschichten vor.

## Auszeichnungen und Ehrungen
- 1993 Fritz Reuter Preis
- 1997 Lornsen-Kette des Schleswig-Holsteinischen Heimatbundes[1]
- 2002 Ehrenbürger von Marne[1]
- 2003 Kulturpreis des Kreises Dithmarschen[1]
- 2012 Verdienstorden des Landes Schleswig-Holstein
- 2013 wurde die Grund- und Regionalschule Marne in Reimer-Bull-Schule umbenannt.[4]

## Werke
- Bauformen des Erzählens bei Arno Schmidt, Kiel 1969 (Diss.)
- Lerneffektives Spiel im Unterricht, Kiel 1971
- Siegfried Lenz: Geschichten ut Bollerup, Plattdeutsch von Reimer Bull, Hamburg 1987, ISBN 3-87651-110-0
- Över’n Weg lopen: Geschichten ut de Lüttstadt, Hamburg 1988, ISBN 3-87651-115-1
- De langsamen Minuten: Geschichten vun hüüt un güstern, Hamburg 1990, ISBN 3-87651-128-3
- So sünd wi je wull: Dag- und Nachtgeschichten, Hamburg 1992, ISBN 3-87651-140-2
- Hett allens sien Tiet: Geschichten mank Anfang un Enn, Hamburg 1994, ISBN 3-87651-175-5
- Langs de Straten: Geschichten to´n Opbewahren, Hamburg 1997, ISBN 3-87651-202-6
- De besünnern Daag, Hamburg 1998, ISBN 3-87651-210-7
- Wiehnachten: Plattdeutsche Geschichten zur Winter- und Weihnachtszeit Hamburg 1998, ISBN 3-87651-170-4
- Allens wasst na baven, bloots de Kohsteert nich...: 101 Snack-Geschichten, Hamburg 2000, ISBN 3-87651-226-3
- Wiehnachten so oder so: Advent, Wiehnachten un Sylvester, Hamburg 2001
- Wat för en Leven: Geschichten över Geschichten, Hamburg 2002, ISBN 3-87651-242-5
- Insichten un Utsichten, Hamburg 2003, ISBN 3-87651-275-1
- Dat lütte Wiehnachtsbook; Hrsg.: Gesche Scheller, Autoren: Gerd Bahr, Ines Barber, Hein Blomberg, Reimer Bull, Heike Fedderke, Hans-Jürgen Forster, Irmgard Harder, Christa Heise-Batt, Rudolf Kinau, Dirk Römmer, Gerd Spiekermann und Günter Timm, Quickborn-Verlag, Hamburg 2008, ISBN 978-3-87651-335-5.
- Sünd allens Minschen, Hamburg 2009
- Is allens anners as güstern: Anner Tieden, anner Geschichten, Hamburg 2009, ISBN 3-87651-340-5
- Jakob sien Geschichten. Hamburg 2011
- Lange Nachten ünner de Sünn Hamburg 2013